# Gustavo Henrique
Gustavo Henrique Vernes (San Paolo, 24 marzo 1993) è un calciatore brasiliano, difensore del Corinthians.

## Caratteristiche tecniche
È un difensore centrale.

## Carriera
Cresciuto nelle giovanili del Santos, ha esordito il 17 giugno 2012 in occasione del match perso 1-0 contro il Flamengo.

## Statistiche

### Presenze e reti nei club
Statistiche aggiornate al 23 marzo 2018.
| Stagione        | Squadra         | Campionato      | Campionato | Campionato | Coppe nazionali | Coppe nazionali | Coppe nazionali | Coppe continentali | Coppe continentali | Coppe continentali | Altre coppe | Altre coppe | Altre coppe | Totale | Totale | Totale |
| Stagione        | Squadra         | Comp            | Pres       | Reti       | Comp            | Pres            | Reti            | Comp               | Pres               | Reti               | Comp        | Pres        | Reti        | Pres   | Reti   |        |
| --------------- | --------------- | --------------- | ---------- | ---------- | --------------- | --------------- | --------------- | ------------------ | ------------------ | ------------------ | ----------- | ----------- | ----------- | ------ | ------ | ------ |
| 2012            | Santos          | A1/SP+A         | 0+1        | 0          | CB              | 0               | 0               |                    | -                  | -                  |             | -           | -           | 0+1    | 0      |        |
| 2013            | Santos          | A1/SP+A         | 0+24       | 0+2        | CB              | 3               | 1               |                    | -                  | -                  |             | -           | -           | 27     | 3      |        |
| 2014            | Santos          | A1/SP+A         | 8+0        | 0          | CB              | 0               | 0               |                    | -                  | -                  |             | -           | -           | 8      | 0      |        |
| 2015            | Santos          | A1/SP+A         | 7+20       | 0          | CB              | 10              | 0               |                    | -                  | -                  |             | -           | -           | 37     | 0      |        |
| 2016            | Santos          | A1/SP+A         | 18+24      | 2+1        | CB              | 4               | 0               |                    | -                  | -                  |             | -           | -           | 46     | 3      |        |
| 2017            | Santos          | A1/SP+A         | 0+2        | 0          | CB              | 0               | 0               | CL                 | 0                  | 0                  |             | -           | -           | 2      | 0      |        |
| 2018            | Santos          | A1/SP+A         | 4+29       | 0+1        | CB              | 3               | 1               | CL                 | 3                  | 0                  |             | -           | -           | 39     | 2      |        |
| 2019            | Santos          | A1/SP+A         | 14+32      | 1+3        | CB              | 4               | 1               | CS                 | 2                  | 0                  |             | -           | -           | 52     | 5      |        |
| Totale Santos   | Totale Santos   | Totale Santos   | 51+132     | 3+7        |                 | 24              | 3               |                    | 5                  | 0                  |             | -           | -           | 212    | 13     |        |
| 2020            | Flamengo        | A/RJ+A          | 7+25       | 0+2        | CB              | 2               | 0               | CL                 | 5                  | 1                  | SB+RS       | 1+2         | 0+0         | 42     | 3      |        |
| 2021            | Flamengo        | A/RJ+A          | 4+21       | 0+2        | CB              | 2               | 0               | CL                 | 8                  | 1                  | SB          | 0           | 0           | 35     | 3      |        |
| gen.-lug. 2022  | Flamengo        | A/RJ+A          | 4+5        | 1+1        | CB              | 0               | 0               | CL                 | 1                  | 0                  |             | -           | -           | 10     | 2      |        |
| Totale Flamengo | Totale Flamengo | Totale Flamengo | 15+51      | 1+5        |                 | 4               | 0               |                    | 14                 | 2                  |             | 3           | 0           | 87     | 8      |        |
| 2022-2023       | Fenerbahçe      | SL              | 13         | 2          | TK              | 1               | 0               | UEL                | 9                  | 1                  |             | -           | -           | 23     | 3      |        |
| 2023-gen.2024   | Real Valladolid | SD              | 12         | 1          | CR              | 1               | 0               |                    | -                  | -                  |             | -           | -           | 13     | 1      |        |
| 2024            | Corinthians     | A/CP+A          | 4+18       | 0+1        | CB              | 7               | 1               | CS                 | 7                  | 0                  |             | -           | -           | 36     | 2      |        |
| Totale carriera | Totale carriera | Totale carriera | 296        | 20         |                 | 37              | 4               |                    | 35                 | 3                  |             | 3           | 0           | 371    | 27     |        |

## Palmarès

### Competizioni statali
- Campionato Carioca: 2

Flamengo: 2020, 2021

### Competizioni nazionali
- Supercoppa del Brasile: 2

Flamengo: 2020, 2021
- Campionato brasiliano: 1

Flamengo: 2020
- Coppa di Turchia: 1

Fenerbahçe: 2022-2023

### Competizioni internazionali
- Recopa Sudamericana: 1

Flamengo: 2020